# Henicospora coronata
Henicospora coronata är en svampart som beskrevs av B. Sutton & P.M. Kirk 1980. Henicospora coronata ingår i släktet Henicospora, divisionen sporsäcksvampar och riket svampar.   Inga underarter finns listade i Catalogue of Life.